# Onufry Krzycki
Onufry Krzycki herbu Kotwicz (zm. 1803) – poseł na Sejm Czteroletni z województwa gnieźnieńskiego w 1790 roku, członek Zgromadzenia Przyjaciół Konstytucji Rządowej.
W 1790 roku został odznaczony Orderem Świętego Stanisława.